# Rott (Rajna-vidék-Pfalz)
Rott település Németországban, Rajna-vidék-Pfalz tartományban. Lakosainak száma 396 fő (2023. december 31.).

## Népesség
A település népességének változása:
| Lakosok száma | 311  | 350  | 351  | 361  | 378  | 396  |
|               | 1975 | 2017 | 2019 | 2021 | 2022 | 2023 |